# Leopoldov zastávka
Leopoldov zastávka – przystanek kolejowy w Leopoldovie, w kraju trnawskim, na Słowacji. Znajduje się na linii nr 141, na północno-wschodnim krańcu miejscowości. W pobliżu znajduje się Więzienie Leopoldov, mieszczące się w dawnej twierdzy, do którego prowadzą bocznice kolejowe. 
Przystanek składa się z jednego betonowego peronu, przy którym zatrzymują się jedynie pociągi osobowe.

## Linie kolejowe
- 141 Leopoldov – Kozárovce